# Étienne Arnal

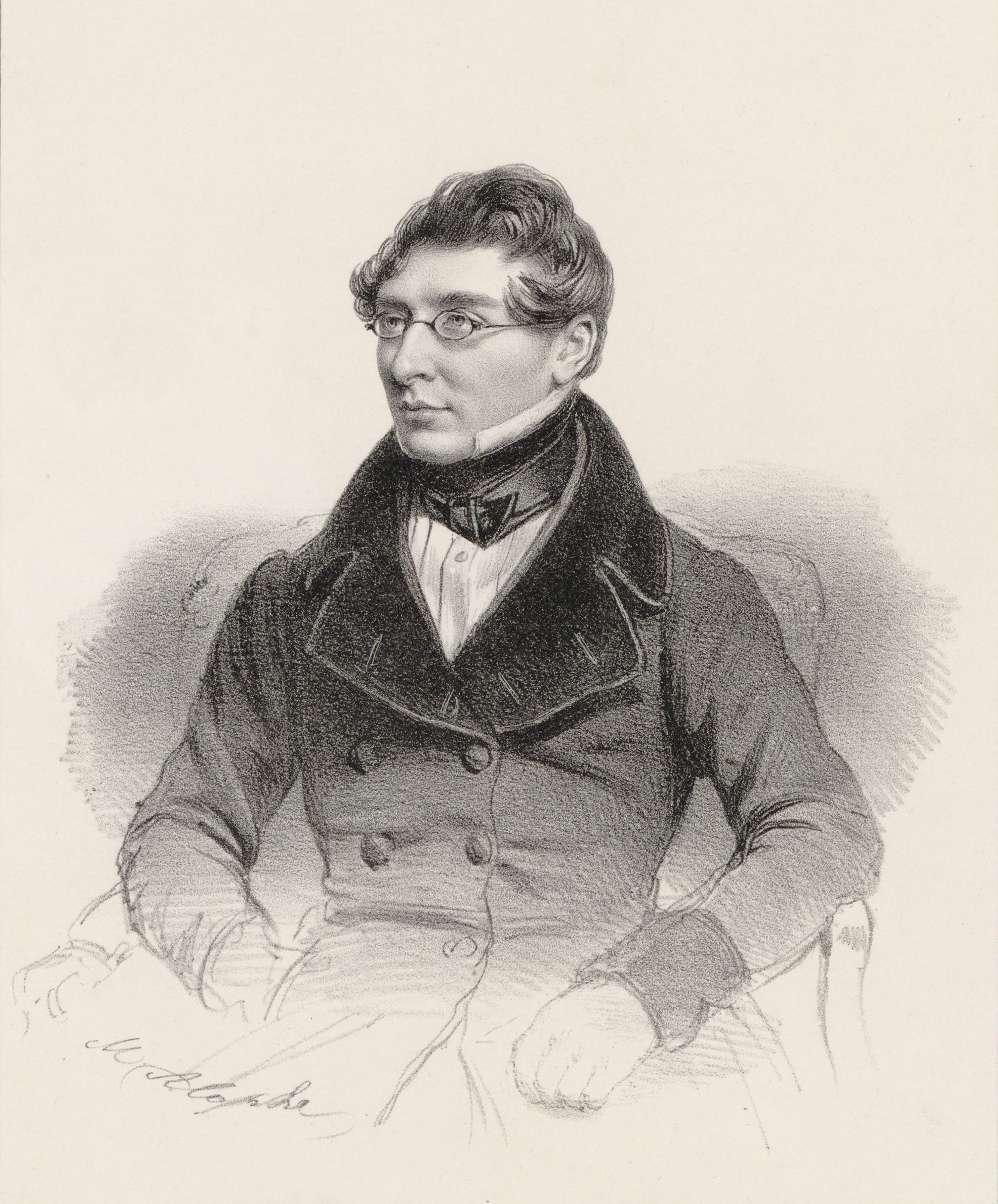
Étienne Arnal.

Étienne Nicolas Joseph Arnal, född den 1 februari 1794 i Meulan, död den 7 december 1872 i Genève, var en fransk skådespelare.
Arnal, som var en utmärkt komiker, tillhörde under 1820–1860-talen olika teatrar i Paris och uppträdde med samma framgång på Gymnase, Vaudeville, Variétés och Palais-Royal.